# Erax dilsi
Erax dilsi är en tvåvingeart som beskrevs av Tomasovic 2002. Erax dilsi ingår i släktet Erax och familjen rovflugor.
Artens utbredningsområde är Grekland. Inga underarter finns listade i Catalogue of Life.